# Tiarosporella paludosa
Tiarosporella paludosa är en svampart som först beskrevs av Sacc. & Fiori ex P. Syd., och fick sitt nu gällande namn av Franz Xaver von Höhnel 1924. Tiarosporella paludosa ingår i släktet Tiarosporella, ordningen disksvampar, klassen Leotiomycetes, divisionen sporsäcksvampar och riket svampar.   Inga underarter finns listade i Catalogue of Life.